# الجمعية الأردنية للمالية الإسلامية
الجمعية الأردنية للمالية الإسلامية هي جمعية أردنية غير ربحية متخصصة في مجال البحث العلمي والتدريب النوعي في الصيرفة الإسلامية. تأسست كهيئة تطوعية في 28 مايو 2013م، ومقرها الرئيسي في مدينة عمّان، ونطاق عملها في الأردن كما يمكنها العمل خارجها.